# 泰國國際航空261號班機空難
泰國國際航空261號班機是泰國國際航空一條由曼谷前往泰國南部城市素叻他尼（Surat Thani）的定期國內航線。1998年12月11日，這航班由一架機身編號HS-TIA的空中巴士A310負責飛行，在着陆时因失速坠毁，90名乘客及11名机员罹难。此次空难为星空聯盟創立以來其成员航空的首起空難。

## 經過
當時261號班機載著146人，於當地時間11時40分從曼谷國際機場起飛，前往素叻他尼需時2小時。由於熱帶風暴“格爾”襲擊東南亞，當飛機準備降落素叻他尼機場時，天氣突然轉壞，不但下大雨，能見度亦很差。加上機上的儀表着陸系統（ILS）失靈，令機員需依靠無線電通訊及目視方式著陸。機長曾經兩次降落不成功需要重飛，到了第三次嘗試降落，飛機卻失速並於機場西南方兩英哩外的沼澤墜毀，90名乘客及11名機員罹難。

## 原因
至於墜機原因，可能是機師於惡劣天氣及夜間飛行未開大燈，及疲勞駕駛導致產生了空間迷向，降落時機頭上傾角度過大使飛機失速。

## 事故之後
直至現在，261號班機依然是泰國史上第二傷亡慘重的空難，僅次於勞達航空004號班機空難。同時本次空難也是星空聯盟創立以來聯盟成員的首起空難。空難發生時，正值泰國舉辦曼谷亞運會，泰國國際航空亦是贊助商之一，也是當時大會指定的航空公司。与此同时该空难是续中华航空140号班机空难和中华航空676号班机空难后空中客车A300/A310系列第三次发生类似空难。事件令當時航空公司，亞運會和空中客车蒙上不少的負面影響。

## 外部連結
- 泰航261號班機的意外資料（來自Aviation Safety Network） （页面存档备份，存于）
- 出事現場（來自AirDisaster.Com）